# رایان اشینگتون
رایان اشینگتون (انگلیسی: Ryan Ashington؛ زادهٔ ۲۸ مارس ۱۹۸۳) بازیکن فوتبال اهل بریتانیا است.
از باشگاه‌هایی که در آن بازی کرده‌است می‌توان به باشگاه فوتبال تورکی یونایتد و باشگاه فوتبال نیوپورت کانتی اشاره کرد.